# Hartland (condado de Shawano, Wisconsin)
Hartland es un pueblo ubicado en el condado de Shawano en el estado estadounidense de Wisconsin. En el Censo de 2010 tenía una población de 904 habitantes y una densidad poblacional de 10,07 personas por km².

## Geografía
Hartland se encuentra ubicado en las coordenadas 44°43′11″N 88°25′2″O / 44.71972, -88.41722. Según la Oficina del Censo de los Estados Unidos, Hartland tiene una superficie total de 89.74 km², de la cual 89.39 km² corresponden a tierra firme y (0.4%) 0.35 km² es agua.

## Demografía
Según el censo de 2010, había 904 personas residiendo en Hartland. La densidad de población era de 10,07 hab./km². De los 904 habitantes, Hartland estaba compuesto por el 95.69% blancos, el 0% eran afroamericanos, el 1.66% eran amerindios, el 1.22% eran asiáticos, el 0% eran isleños del Pacífico, el 0.11% eran de otras razas y el 1.33% pertenecían a dos o más razas. Del total de la población el 0.55% eran hispanos o latinos de cualquier raza.